# Serra do Risco
A serra do Risco encontra-se inserida no Parque Natural da Arrábida, na Península de Setúbal em Portugal, sendo considerado o mais imponente acidente orográfico de toda a costa marítima continental de Portugal.
Constitui o ponto mais alto da costa continental portuguesa, atinge a altitude de 380 metros no local denominado de “Píncaro”. sendo a escarpa litoral calcária mais elevada da Europa. Ao contrário de outros relevos da região, esta elevação não corresponde a uma estrutura em dobra (anticlinal), mas sim a um doma. O seu aspecto distinto, especialmente quando observado de perfil, levou Sebastião da Gama a descrever a Serra do Risco desta forma: «A serra tem o ar de uma onda que avança impetuosa e subitamente estaca e se esculpe no ar; é uma onda de pedra e mato, é o fóssil de uma onda». A Serra do Risco é muito procurada por praticantes de, Trail, BTT e Montanhismo.

## Trilhos
- Trilho das Marmitas do Gigante (38° 27′ 39,98″ N, 9° 02′ 42,48″ O)
- Trilho da Falesia              (38° 26′ 54,27″ N, 9° 02′ 43,04″ O)
- Trilho da Jaspe                (38° 27′ 25,63″ N, 9° 01′ 01,42″ O)

## Galeria de imagens

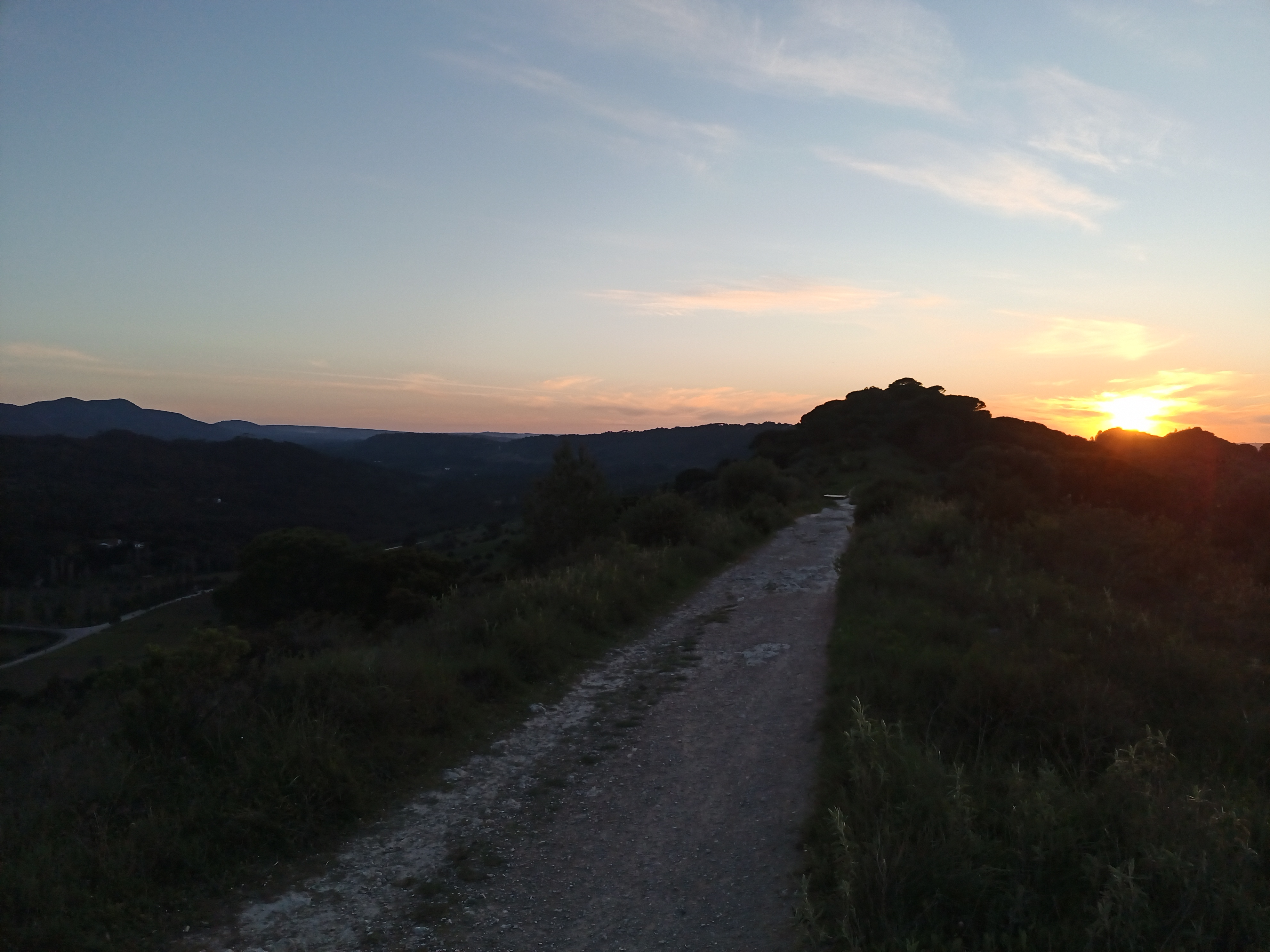